# Aedes dendrophilus
Aedes dendrophilus är en tvåvingeart som beskrevs av Edwards 1921. Aedes dendrophilus ingår i släktet Aedes och familjen stickmyggor. Inga underarter finns listade i Catalogue of Life.